# زمین‌شناسی ارمنستان

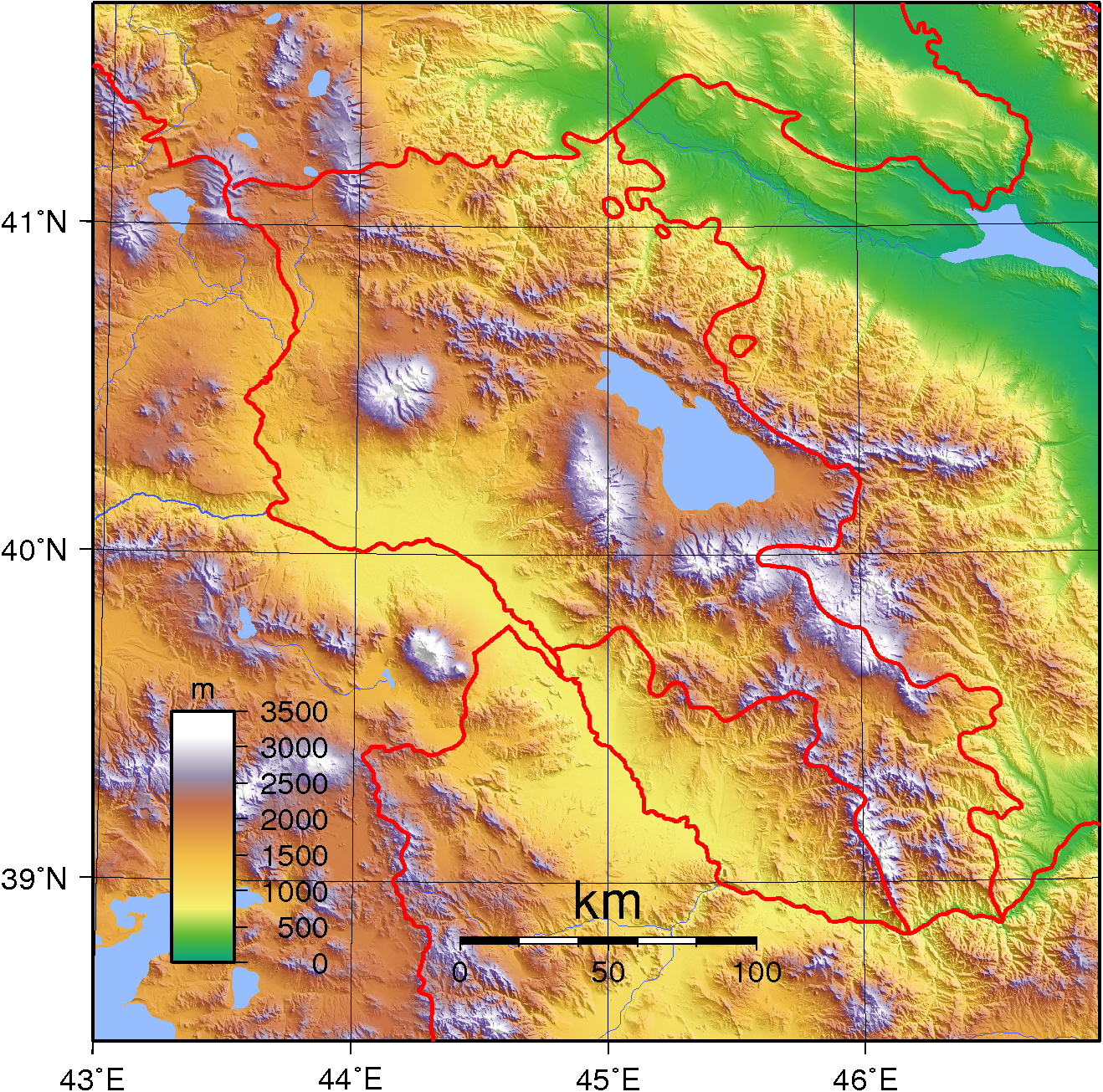
نفشه ناهمواری‌های ارمنستان.

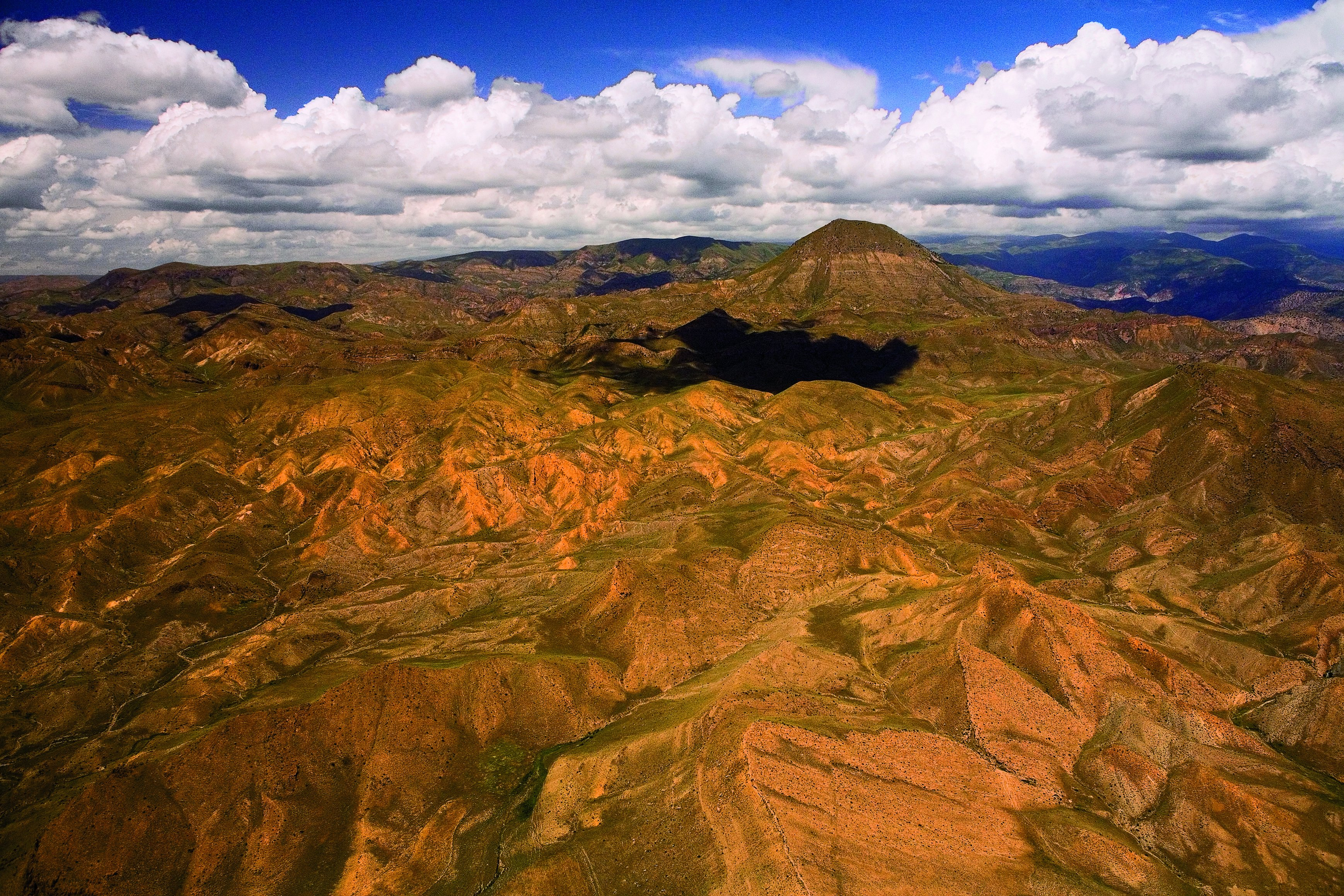
رشته‌کوه گغام

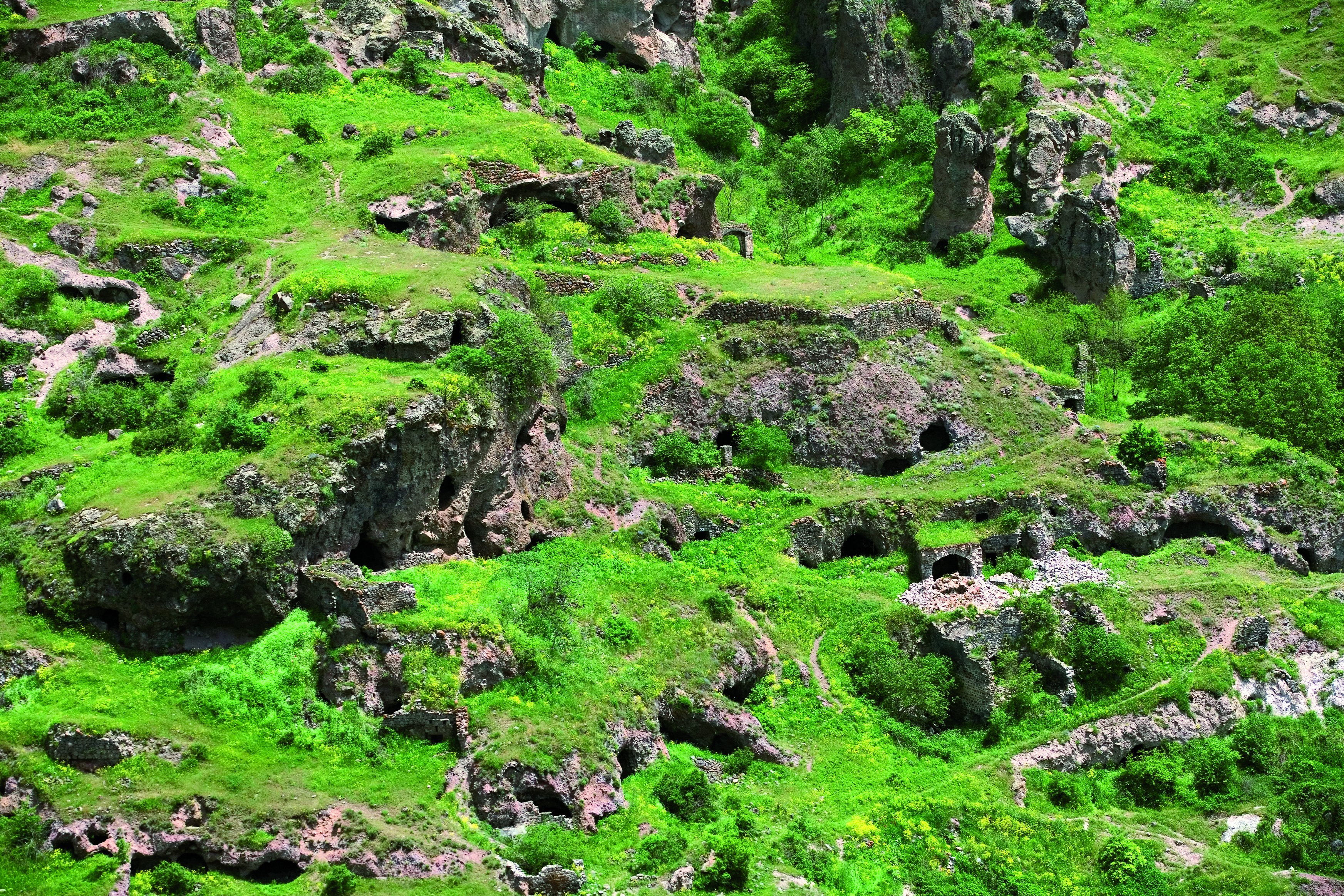
غارهای تغ در شرق ارمنستان («شهر غارها»)

زمین‌شناسی ارمنستان  توسط تحولاتی زمین‌شناسی شکل گرفته‌است که ۲۵ میلیون سال پیش پوسته زمین را بالا برد و فلات ارمنستان را تشکیل داد. این امر عوارض جغرافیایی پیچیده‌ای را در ارمنستان ایجاد کرده‌است.
رشته قفقاز کوچک از طریق شمال ارمنستان امتداد می‌یابد، از جنوب شرقی بین دریاچه سوان و جمهوری آذربایجان می‌گذرد، سپس تقریباً در امتداد مرز ارمنستان و جمهوری آذربایجان به سمت ایران ادامه می‌یابد. به این ترتیب کوه‌ها سفر از شمال به جنوب را دشوار می‌کنند.

## زمین‌لرزه‌ها
آشفتگی زمین‌شناسی در ارمنستان به شکل زمین‌لرزه‌های ویرانگر ادامه دارد. در زلزله عظیم دسامبر ۱۹۸۸ که بیش از ۲۵۰۰۰ نفر را کشت، دومین شهر بزرگ جمهوری، گیومری (که در آن زمان لنیناکان نامیده می‌شد)، به شدت آسیب دید.

## سرزمین
حدود نیمی از مساحت ارمنستان با مساحت تقریبی ۲۹۸۰۰ کیلومتر مربع دست‌کم ۲۰۰۰ متر ارتفاع دارد و تنها ۳ درصد از این کشور زیر ۶۵۰ متر قرار دارد. پست‌ترین نقاط در دره‌های رود ارس و رود دبت در منتهی‌الیه شمال است که به ترتیب دارای ارتفاعات ۳۸۰ و ۴۳۰ متر هستند. ارتفاعات در قفقاز کوچک بین ۲۶۴۰ تا ۳۲۸۰ متر متغیر است. در جنوب غرب این رشته، فلات ارمنستان قرار دارد که به سمت جنوب غربی به سمت رود ارس در مرز ترکیه شیب دارد. این فلات توسط رشته‌کوه‌های بینابینی و آتشفشان‌های خاموش پوشانده شده‌است. بزرگ‌ترین آن‌ها، کوه آراگاتس، ۴۰۹۵ متر بلندا دارد و همچنین بلندترین نقطه در ارمنستان است.
بیشتر جمعیت ارمنستان در بخش‌های غربی و شمال غربی کشور زندگی می‌کنند، جایی که دو شهر بزرگ ایروان و گیومری (که قبلاً در دوره شوروی الکساندروپل نامیده می‌شد) واقع شده‌اند. دره‌های رودخانه دبیت و رودخانه آکستافا هنگام عبور از مناطق کوهستانی مسیرهای اصلی ورود به ارمنستان را از شمال تشکیل می‌دهند.
دریاچه سوان با ۷۲٫۵ کیلومتر پهنا در عریض‌ترین نقطه و ۳۷۶ کیلومتر درازا، با فاصله زیاد، بزرگترین دریاچه کشور است. این دریاچه در ارتفاع ۲۰۷۰ متری از سطح دریا در فلات قرار دارد. زمین ارمنستان در منتهی‌الیه جنوب شرقی ناهموارترین است که توسط رودخانه بارگوشات زهکشی می‌شود و معتدل‌ترین آن در دره رود ارس تا منتهی‌الیه جنوب غربی است. بیشتر ارمنستان توسط رود ارس یا شاخه آن، هرازدان، که از دریاچه سوان سرچشمه می‌گیرد، زهکشی می‌شود. ارس بیشتر مرز ارمنستان با ترکیه و ایران را تشکیل می‌دهد، در حالی که کوهستان زنگزور مرز بین استان سیونیک در جنوب ارمنستان و منطقه خودمختار نخجوان جمهوری آذربایجان را تشکیل می‌دهد.

## کوه‌های آتشفشانی
کوه‌های آتشفشانی ارمنستان شامل کوه آرایی، آراگاتس، آژداهاک، رشته‌کوه گغام و کوه ارمنستان است. پوراک، تنگه آرپی و تنگه گارنی حاوی سنگ‌های آذرین ستونی هستند.
از معادن ارمنستان می‌توان به معدن کاجاران و معدن تِغوت اشاره کرد. هر دو، معدن روباز مس و مولیبدن هستند.

## نگارخانه

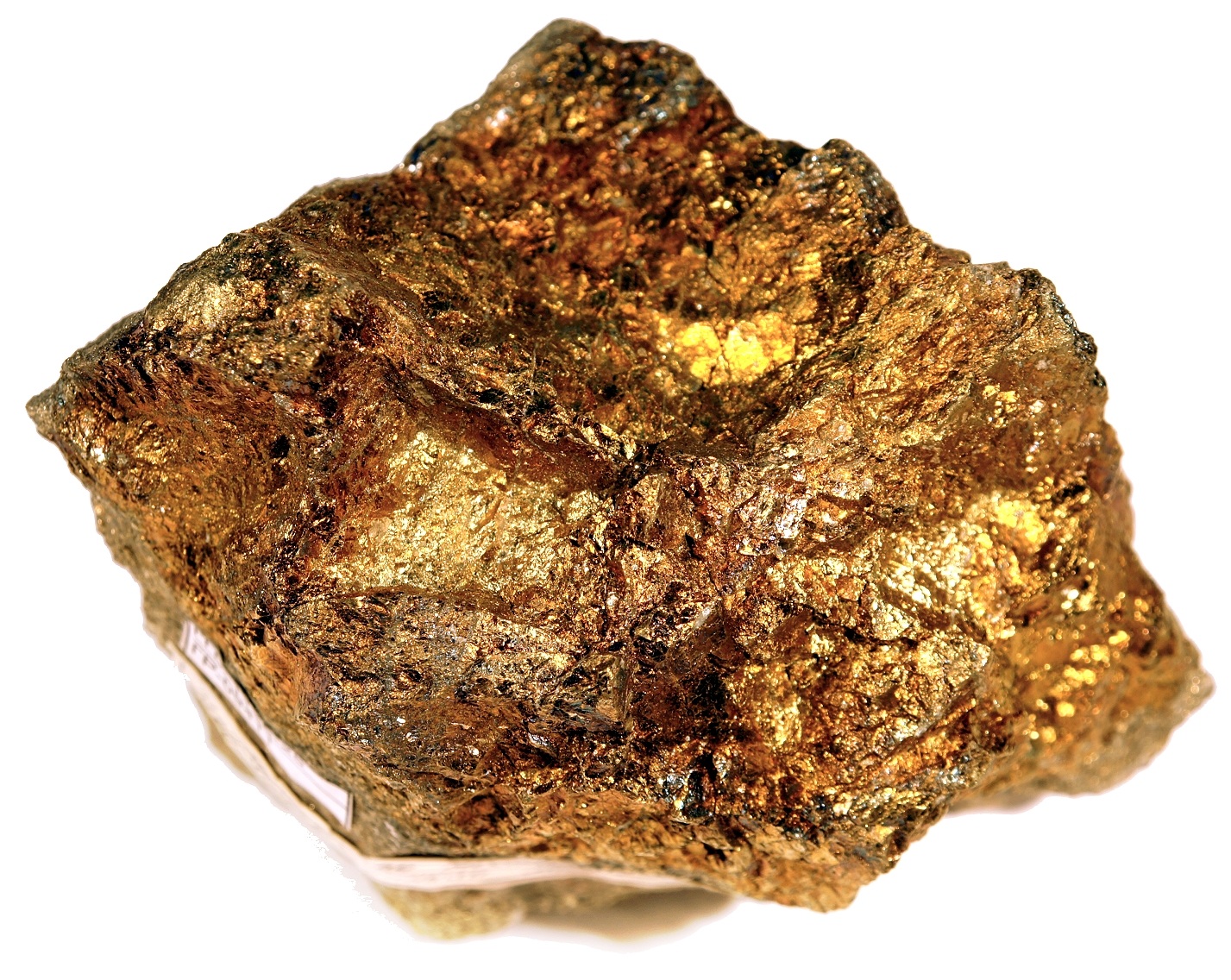
کانی کالکوپیریت از شاملوغ
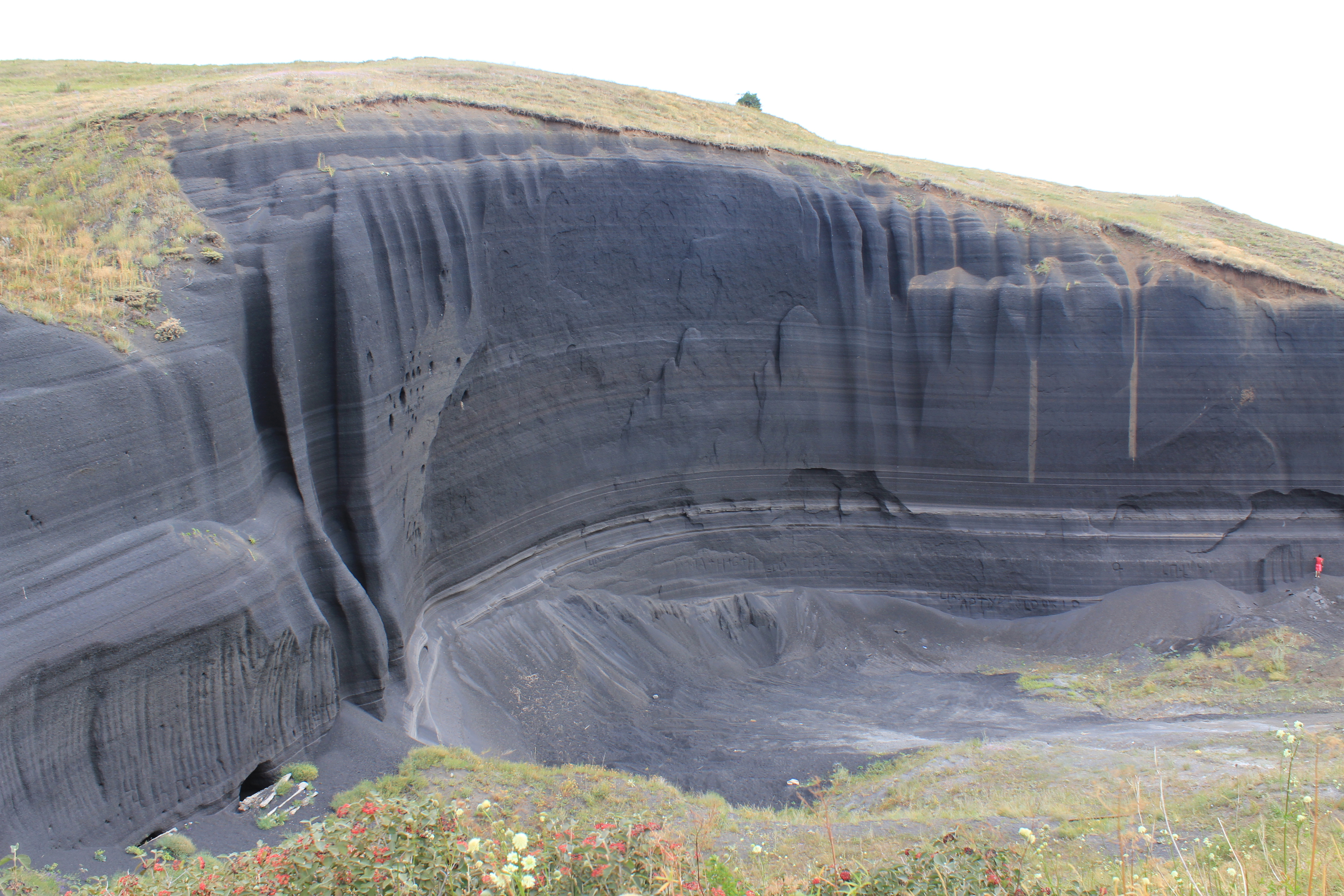
بازمانده گدازه‌ها در کوهستان گوتاناسار
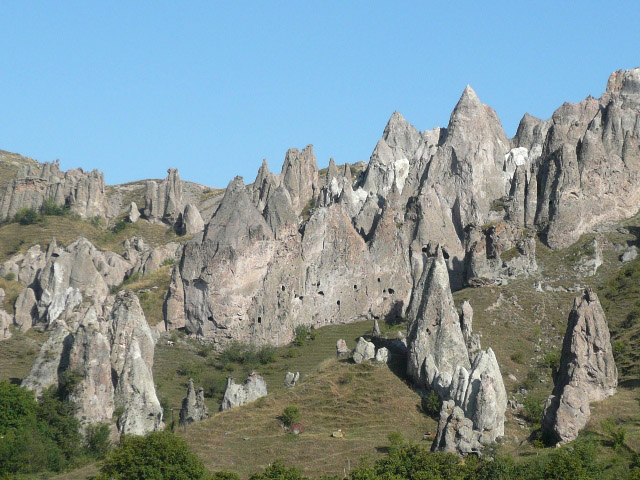
سازند صخره‌ای قدیمی در گوریس
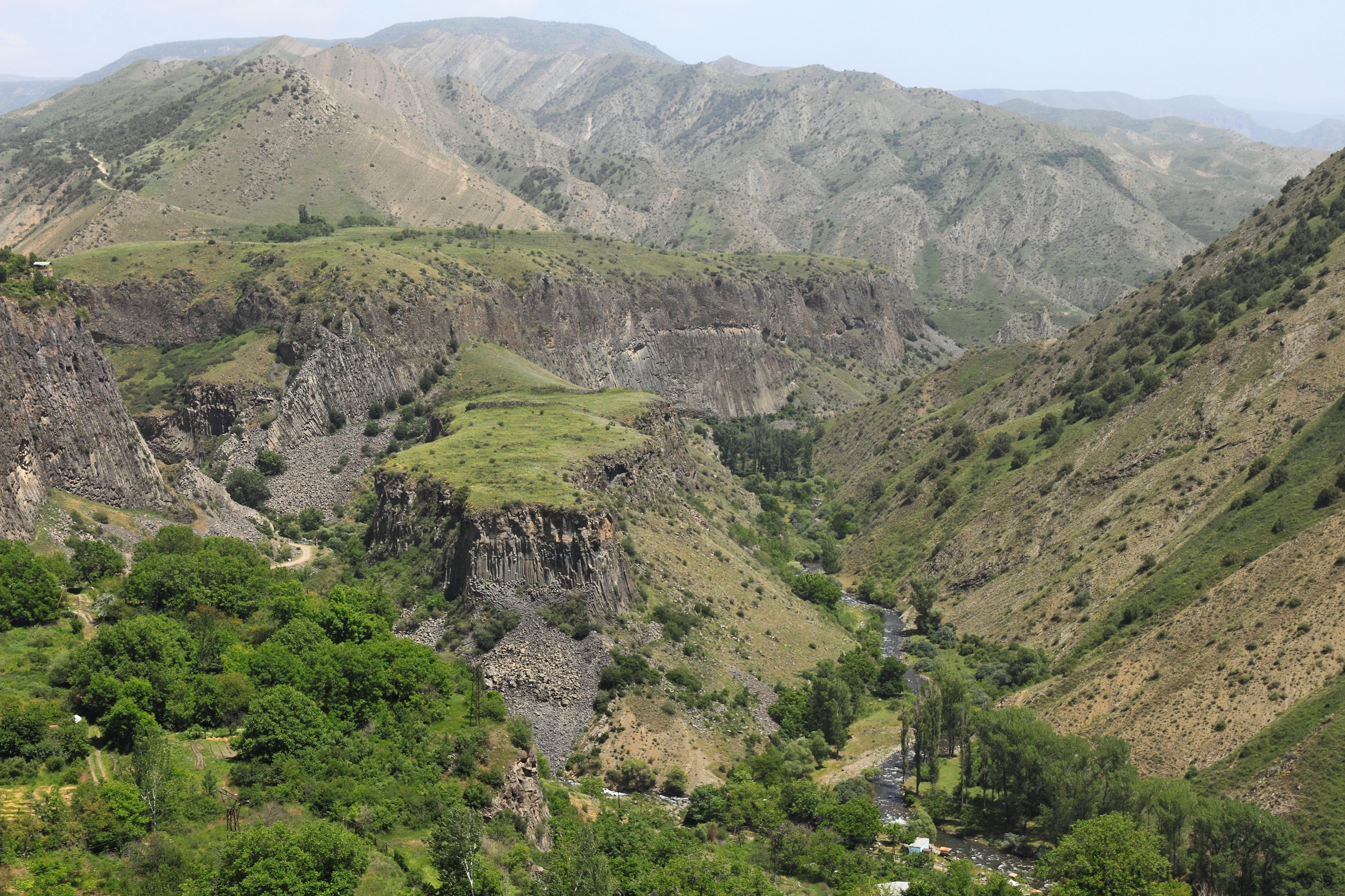
سمفونی سنگ‌ها در گارنی
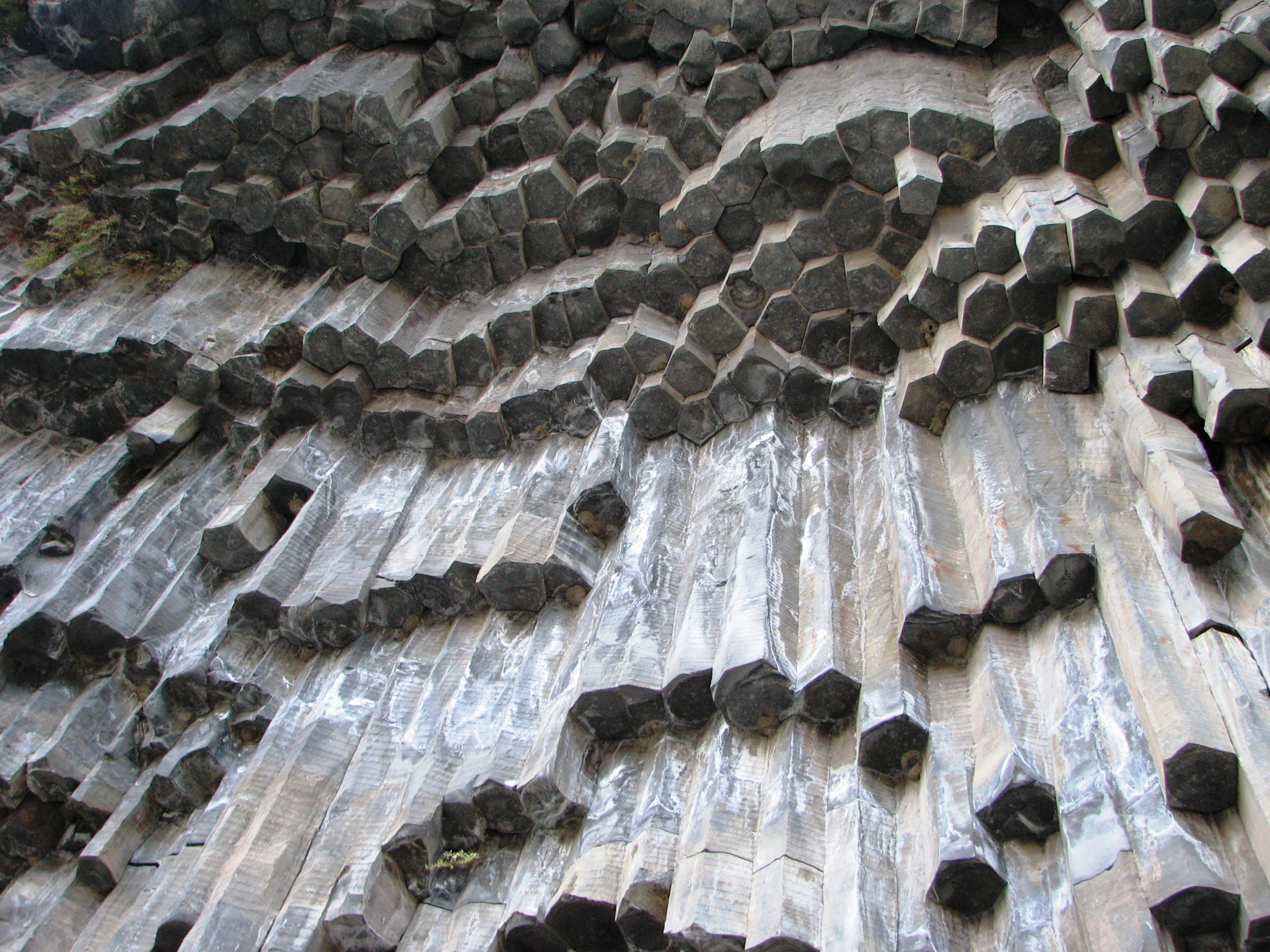
ستونچه‌ها در سمفونی سنگ‌ها
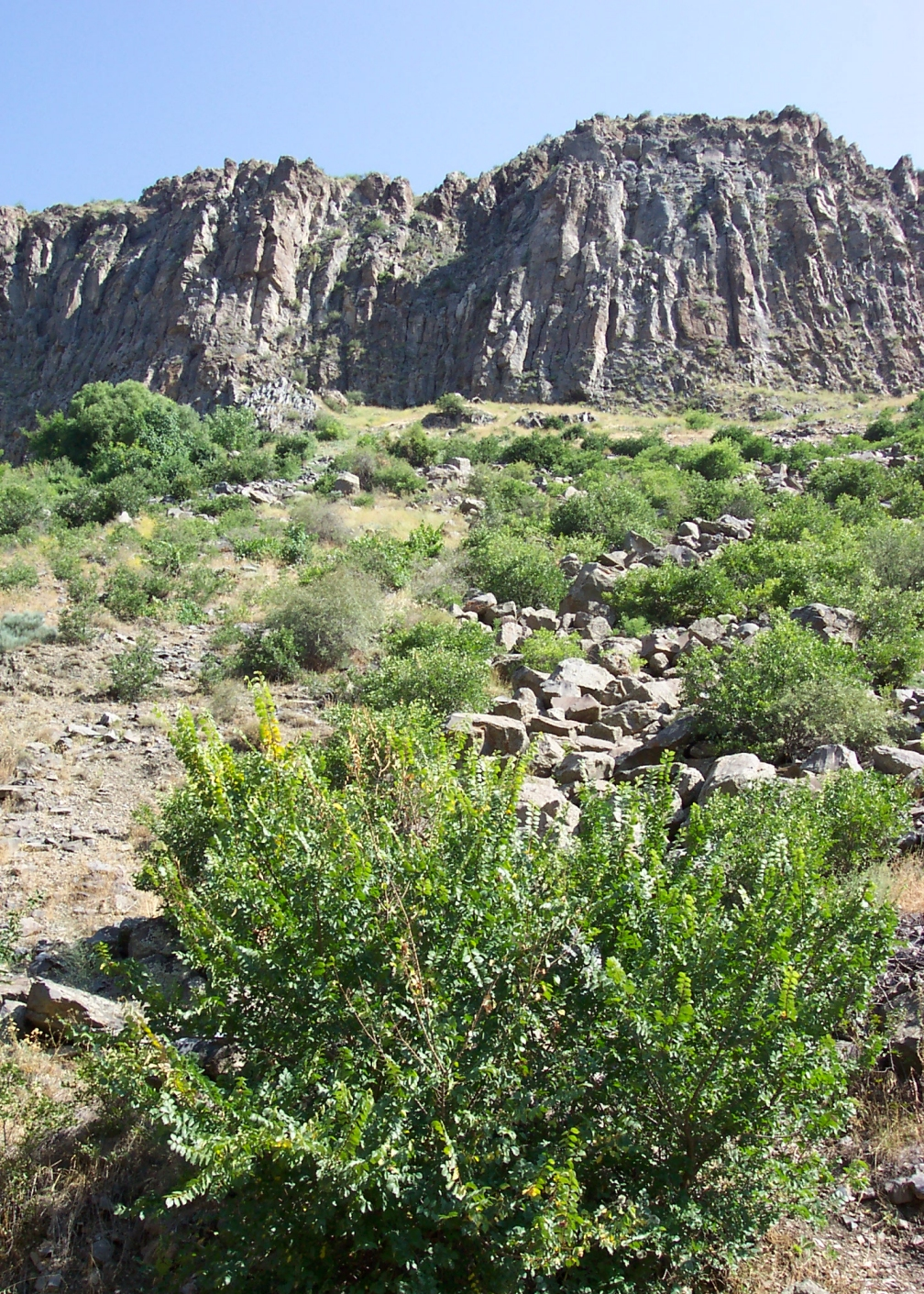
منطقه کوهستانی ارمنستان